# 亚欧混血
亚欧混血，泛指白種人和亞洲人的混血人種，可以是高加索人種和蒙古人種血統混合誕生的人種，例如是中亞的突厥民族（包括中国的新疆维吾尔族）；或者是歐洲殖民時期，歐洲人與本地亞洲人所生的下一代，如澳門的土生葡人；亦包括移居歐美的亞洲人與當地的白種人所生的下一代。